# Гамкало Григорій
Григорій Гамкало (псевдо: «Майський») (1917, с. Городище, Ходорівська міська громада, Львівська область — листопад, 1947) — військовий діяч, провідник Городоцької (Львівської) округи ОУН, окружний референт пропаганди.

## Життєпис

Керівники Городоцької округи ОУН, зліва направо: Михайло Кадюк-«Семченко», Григорій Гамкало-«Майський», Микола Мошанчук-«Бор»

Народився в 1917 році у селі Городище Королівське (тепер Городище, Ходорівська міська громада, Львівська область). 
Був активним в культурно-освітньому житті села, керував читальнею «Просвіта» і сільським хором, грав на скрипці. Ще до війни став членом ОУН, займався ідеологічним та військовим вишколом. Наприкінці 1930-х займав пост заступника районного провідника ОУН Ходорівщини. 
У 1940 році був мобілізований до Червоної армії, але по дорозі до військкомату втік та перейшов у підпілля. У 1944 році займав пост організаційного референта Городоцької (Львівської) округи ОУН, яка охоплювала територію Бібрецького, Городоцького, Яворівського та Новояричівського організаційних повітів. Восени цього ж року переведений на посаду окружного референта пропаганди, а на початку 1945 року певний час виконував обов’язки окружного провідника. У квітні 1945 призначений провідником новоствореного Городоцького надрайону ОУН, який охоплював тодішні Городоцький, Комарнівський, Рудківський та Янівський райони. 
В листопаді 1947 року був важко поранений у голову зрадником, внаслідок чого зійшов з розуму. В таких умовах підпільники були змушені його застрілити. Місце поховання невідоме.

### Родина
У липні 1944 року одружився із Анастасією Федорівною Вишиваною, яка народилася у 1924 р. у Харкові. У другій половині 1944 вона пішла у підпілля, де під псевдо “Калина” і “Синичка” була санітаркою УЧХ. У червні 1946 заарештована і у жовтні того ж року засуджена до 10 років таборів. У 1956 році вийшла з таборів. 
У червні 1945 народився син Ярослав, виховувала бабуся Наталія Фесак-Вишивана. 
Подальша доля дружини і сина невідома.